# Fresnoy-lès-Roye
Fresnoy-lès-Roye é uma comuna francesa na região administrativa de Altos da França, no departamento de Somme. Estende-se por uma área de 7,65 km². Em 2010 a comuna tinha 299 habitantes (densidade: 39,1 hab./km²).